# عمر عمرو
عمر عمرو (بالإنجليزية: Omar Amr)‏ هو لاعب كرة الماء أمريكي، ولد في 20 سبتمبر 1974.

## وصلات خارجية
- عمر عمرو على موقع الاتحاد الدولي للسباحة (الإنجليزية)
- عمر عمرو على موقع اللجنة الأولمبية الدولية (الإنجليزية)
- عمر عمرو على موقع أوليمبيديا (الإنجليزية)